# 圣西尔苏杜尔当
圣西尔苏杜尔当（法語：Saint-Cyr-sous-Dourdan，法語發音：[sɛ̃ siʁ su duʁdɑ̃] ⓘ，意为“杜尔当下方的圣西尔”）是法国法兰西岛大区埃松省的一个市镇，属于埃唐普区。

## 地理
圣西尔苏杜尔当（48°34'7"N, 2°2'10"E）面积9.89 平方千米，位于法国法蘭西島大區埃松省，该省份为法国北部内陆省份，北起上塞纳省和马恩河谷省，西接厄尔-卢瓦省和伊夫林省，南至卢瓦雷省，东临塞纳-马恩省。
与圣西尔苏杜尔当接壤的市镇（或旧市镇、城区）包括：昂热维利耶、隆维利耶、杜尔当、鲁万维尔、勒瓦勒圣日耳曼。

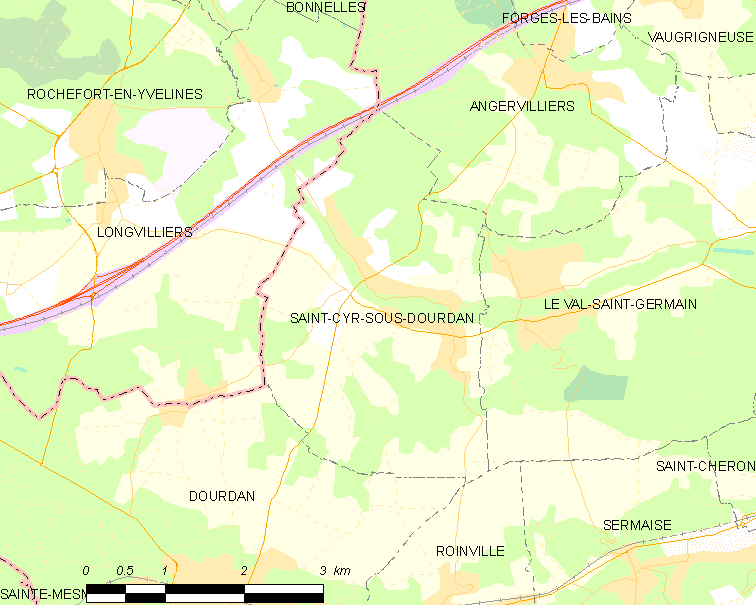
圣西尔苏杜尔当的OSM定位图

圣西尔苏杜尔当的时区为UTC+01:00、UTC+02:00（夏令时）。

## 行政
圣西尔苏杜尔当的邮政编码为91410，INSEE市镇编码为91546。

## 政治
圣西尔苏杜尔当所属的省级选区为杜尔当县。

## 人口

1962-2008年间圣西尔苏杜尔当人口变化图示

圣西尔苏杜尔当于2022年1月1日时的人口数量为957人。